# Gagan Narang
Gagan Narang (hindi गगन नारंग; ur. 6 maja 1983 r. w Madrasie) – indyjski strzelec sportowy, brązowy medalista olimpijski z Londynu.
Specjalizuje się w strzelaniu karabinowym. Zawody w 2012 roku były jego trzecimi igrzyskami olimpijskimi - debiutował w Atenach. W Londynie zajął trzecie miejsce w rywalizacji w karabinie pneumatycznym (10 m). W tej samej konkurencji sięgnął po brąz mistrzostw świata w 2010 roku. Jest wielokrotnym złotym medalistą Igrzysk Wspólnoty Narodów w różnych konkurencjach (2006 i 2010).
W roku 2005 został laureatem nagrody Arjuna Award.

## Igrzyska olimpijskie
| Igrzyska | Miejscowość    | Konkurencja                                 | Kwalifikacje | Kwalifikacje | Finał                  | Finał                  |
| Igrzyska | Miejscowość    | Konkurencja                                 | Wynik        | Pozycja      | Wynik                  | Pozycja                |
| -------- | -------------- | ------------------------------------------- | ------------ | ------------ | ---------------------- | ---------------------- |
| IO 2004  | Ateny          | Karabin pneumatyczny, 10 m                  | 593          | 12.          | Nie zakwalifikował się | Nie zakwalifikował się |
| IO 2008  | Pekin          | Karabin pneumatyczny, 10 m                  | 595          | 9.           | Nie zakwalifikował się | Nie zakwalifikował się |
| IO 2008  | Pekin          | Karabin małokalibrowy, pozycja leżąca, 50 m | 589          | 35.          | Nie zakwalifikował się | Nie zakwalifikował się |
| IO 2008  | Pekin          | Karabin małokalibrowy, trzy pozycje, 50 m   | 1167         | 13.          | Nie zakwalifikował się | Nie zakwalifikował się |
| IO 2012  | Londyn         | Karabin pneumatyczny, 10 m                  | 598          | 3. Q         | 701,1                  | brąz                   |
| IO 2012  | Londyn         | Karabin małokalibrowy, pozycja leżąca, 50 m | 593          | 18.          | Nie zakwalifikował się | Nie zakwalifikował się |
| IO 2012  | Londyn         | Karabin małokalibrowy, trzy pozycje, 50 m   | 1164         | 20.          | Nie zakwalifikował się | Nie zakwalifikował się |
| IO 2016  | Rio de Janeiro | Karabin pneumatyczny, 10 m                  | 621,7        | 23.          | Nie zakwalifikował się | Nie zakwalifikował się |
| IO 2016  | Rio de Janeiro | Karabin małokalibrowy, pozycja leżąca, 50 m | 623,1        | 13.          | Nie zakwalifikował się | Nie zakwalifikował się |
| IO 2016  | Rio de Janeiro | Karabin małokalibrowy, trzy pozycje, 50 m   | 1162         | 33.          | Nie zakwalifikował się | Nie zakwalifikował się |